# Matancillas de San Antonio
Matancillas de San Antonio (auch einfach Matancillas) ist ein kleines Dorf im Nordwesten Argentiniens. Es gehört zum Departamento Iruya in der Provinz Salta und liegt in 1520 m Höhe, am Fluss Iruya, etwa 40 km vom Dorf Iruya entfernt.
Das Klima in Matancillas ist subtropisch.
Das Dorf hat eine Schule mit etwa 55 Schülern, eine Krankenstation und eine Kapelle.